# 21643 Kornev
21643 Kornev è un asteroide della fascia principale. Scoperto nel 1999, presenta un'orbita caratterizzata da un semiasse maggiore pari a 2,2512078 UA e da un'eccentricità di 0,1392761, inclinata di 3,90145° rispetto all'eclittica.